# Thymichthys verrucosus
Thymichthys verrucosus är en fiskart som först beskrevs av Mcculloch och Waite, 1918.  Thymichthys verrucosus ingår i släktet Thymichthys och familjen Brachionichthyidae. Inga underarter finns listade i Catalogue of Life.